# Вулиця Кошиця (Львів)
Вулиця Кошиця — вулиця у Шевченківському районі міста Львова, в місцевостях Голоско, Клепарів. Сполучає вулиці Пожежників та Томаша Масарика, утворюючи перехрестя з вулицею Сосюри. Прилучаються вулиці Окуневського та Струмок.

## Історія та забудова
Вулиця виникла на початку XX століття у складі селища Клепарів, у 1931 році отримала офіційну назву Белзи, на честь польського культурно-освітнього діяча, поета-неоромантика Владислава Белзи, проте вже 1933 року вулицю перейменували на вулицю Під Боїськом, через її пролягання неподалік стадіону. Під час німецької окупації Львова, з 1943 року по липень 1944 року вулиця називалася Фуссбальґассе (укр. Футбольна). У 1950 році, вже за радянських часів, вулицю перейменували на Сурикова, на честь російського художника Василя Сурикова. Сучасна назва походить з 1993 року, на пошану українського хорового диригента, композитора Олександра Кошиця.
Забудована житловими дев'ятиповерховими будинками 1970-х—1980-х років.